# Herb Kazania
Herb Kazania – tatarski smok Garynica. Po raz pierwszy ustanowiony 18 października 1781 r. i ponownie 24 grudnia 2004 r.

## Opis historyczny
Smok czarny, w złotej kazańskiej koronie, skrzydła czerwone na białym polu.

## Wersja współczesna
W polu srebrnym, na zielonej ziemi czarny smok z czerwonymi skrzydłami i językiem w złotej koronie. Łapy, szpony i oczy złote. Tarcza herbowa zwieńczona historyczną carską koroną tzw. Czapką Kazańską.

## Symbolika
Smok – oznacza siłę twórczą, moc, wielkość, życie, świat, jest symbolem nieśmiertelności i odrodzenia. Jego język w formie strzałki symbolizuje impulsywność, szybkość i koncentrację na celu.

ziemia – znak życia i bogactwa;

korona na głowie smoka – doskonałość;

carska korona nad tarczą informuje o stołecznym charakterze miasta i jego starodawnych tradycjach.